# كريغ ماكلين
كريغ ماكلين (بالإنجليزية: Craig MacLean) مواليد 31 يوليو 1971 في اسكتلندا، المملكة المتحدة، هو دراج اسكتلندي في صنف سباق الدراجات على المضمار. شارك في دورة الألعاب الأولمبية الصيفية وفاز بميدالية أولمبية.

## الميداليات
| الميدالية | المسابقة                       |
| --------- | ------------------------------ |
| فضية      | الألعاب الأولمبية الصيفية 2000 |
| ذهبية     | ألعاب بارالمبية صيفية 2012     |

## روابط خارجية
- كريغ ماكلين على موقع أرشيف الدراجات (الإنجليزية)
- كريغ ماكلين على موقع CycleBase (الإنجليزية)
- كريغ ماكلين على موقع Paralympic.org (الإنجليزية)
- كريغ ماكلين على موقع أوليمبيديا (الإنجليزية)
- كريغ ماكلين على موقع اللجنة الأولمبية البريطانية (الإنجليزية)
- كريغ ماكلين على موقع اتحاد ألعاب الكومنولث (مؤرشف) (الإنجليزية)
- كريغ ماكلين على موقع دورة ألعاب الكومنولث 2006 (مؤرشف) (الإنجليزية)